# Generali Arena (Wien)
Die Generali Arena (bis 2010 und seit 2025 bei internationalen Spielen Franz-Horr-Stadion, bei internationalen Spielen bis 2025 Viola Park) ist ein Fußballstadion am Favoritner Laaer Berg in der österreichischen Hauptstadt Wien. Es wird seit 1973 vom Bundesligisten FK Austria Wien als Heimstadion genutzt und besitzt ein Fassungsvermögen von 15.000 bis 17.500 Zusehern. Das ursprüngliche Stadion wurde 1925 als České-srdce-Platz vom damaligen Erstligisten SK Slovan Wien erbaut. 1974 wurde es nach dem kurz zuvor verstorbenen WFV-Präsidenten Franz Horr benannt. Seit 2011 trägt das Stadion den Namen des Versicherungskonzerns Generali. Von 2016 bis 2018 wurde das Stadion renoviert und umgebaut. Die Eröffnung erfolgte am 13. Juli 2018 mit einem Spiel gegen Borussia Dortmund (0:1). Bei internationalen Spielen wird das Stadion als Viola Park bezeichnet.

## Allgemeines

### Lage und Verkehrsanbindung
Das Stadion wurde 1925 auf den unbebauten Wiesen am Laaer Berg im Süden Wiens errichtet, diese sind aber mittlerweile zu größeren Teilen verbaut.
Von 1925 bis 2017 war das Stadion nur mit der Straßenbahnlinie 67 erreichbar. Diese relativ schwache öffentliche Verkehrsanbindung wurde schon bei der Eröffnung als mangelhaft kritisiert. Daneben erreicht man das Stadion mit den Buslinien 15A und  68A. Seit 2. September 2017 ist das Stadion durch die U-Bahn-Linie U1 wesentlich besser erreichbar, die in unmittelbarer Stadionnähe die Station Altes Landgut erhielt.

### Stadioncharakteristik
Die Generali Arena ist ein reines Fußballstadion und fasste vor dem Umbau rund 11.800 Besucher. Diese verteilten sich auf 9.000 Sitzplätze, von denen nach der UEFA-Richtlinie aus dem Jahre 2000 knapp 6.000 bei höherklassigen Bewerben der UEFA genutzt werden konnten, sowie weitere 2.800 überdachte Stehplätze. Direkt nördlich an das Stadion schließt das Trainingsgelände mit drei großen Trainingsplätzen an, wobei seit 1984 auch ein Kunstrasenplatz vorhanden ist. Östlich nebenan findet sich das Haus des Wiener Fußball-Verbandes, der hier im Jänner 1991 in das Schulungsgebäude des Franz-Horr-Stadions eingezogen ist. Die Anlage wurde 1987 errichtet, nachdem das alte Schulungszentrum am 17. April 1986 vollständig niederbrannte. Insgesamt umfasst das Areal knapp 96.200 Quadratmeter.
Die Haupttribüne und das Herzstück des Stadions ist die Südtribüne, die den Namen Matthias-Sindelar-Tribüne trägt. Sie wurde in den Jahren 1997 bis 1999 geplant und errichtet und besitzt 3.000 Klappsitze. Weiters befinden sich hier die Spielerkabinen, das Vereinssekretariat, ein Presseraum sowie über den Sitzreihen mehrere VIP-Logen. Der Südtribüne gegenüber liegt mit der Nordtribüne die zweite große Sitzplatztribüne. Sie besitzt ebenfalls 3.000 Klappsitze, ist aber mit ihrem Baujahr 1982 weitaus älter. Die dritte überdachte Tribüne ist die Westtribüne hinter dem Tor. Sie wurde 1987 als reine Stehplatztribüne mit einer Kapazität von 2.800 Zusehern eröffnet. Die ehemalige Osttribüne wurde im April 2008 abgetragen und durch eine zweistöckige Tribüne mit wahlweise 4.200 Stehplätzen oder 3.000 Sitzplätzen ersetzt. Diese beheimatet heute vor allem die Ultra-Gruppierungen der Austria.

### Galerie

Blick von der Südtribüne (2008)
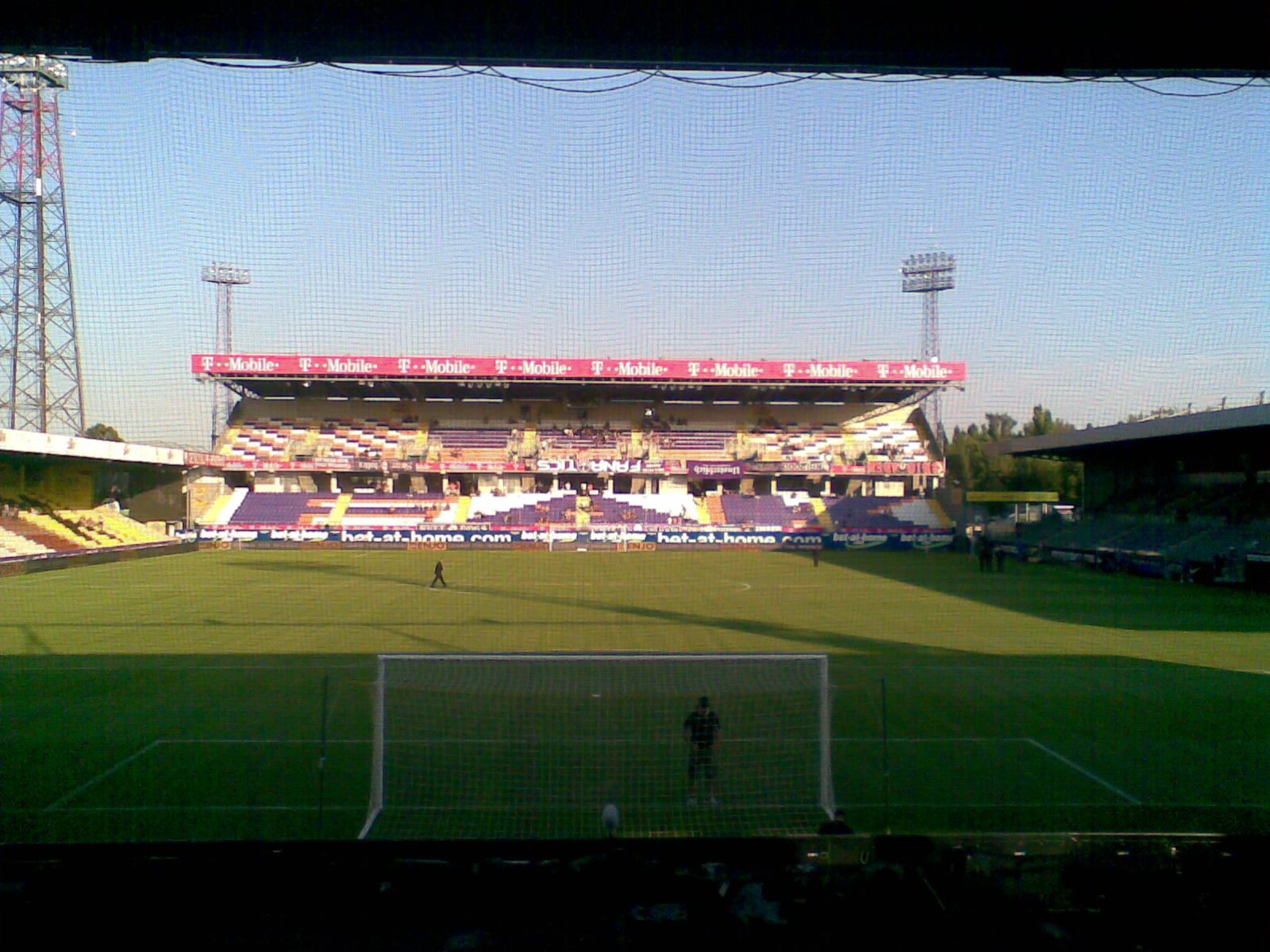
Die Osttribüne (2009)
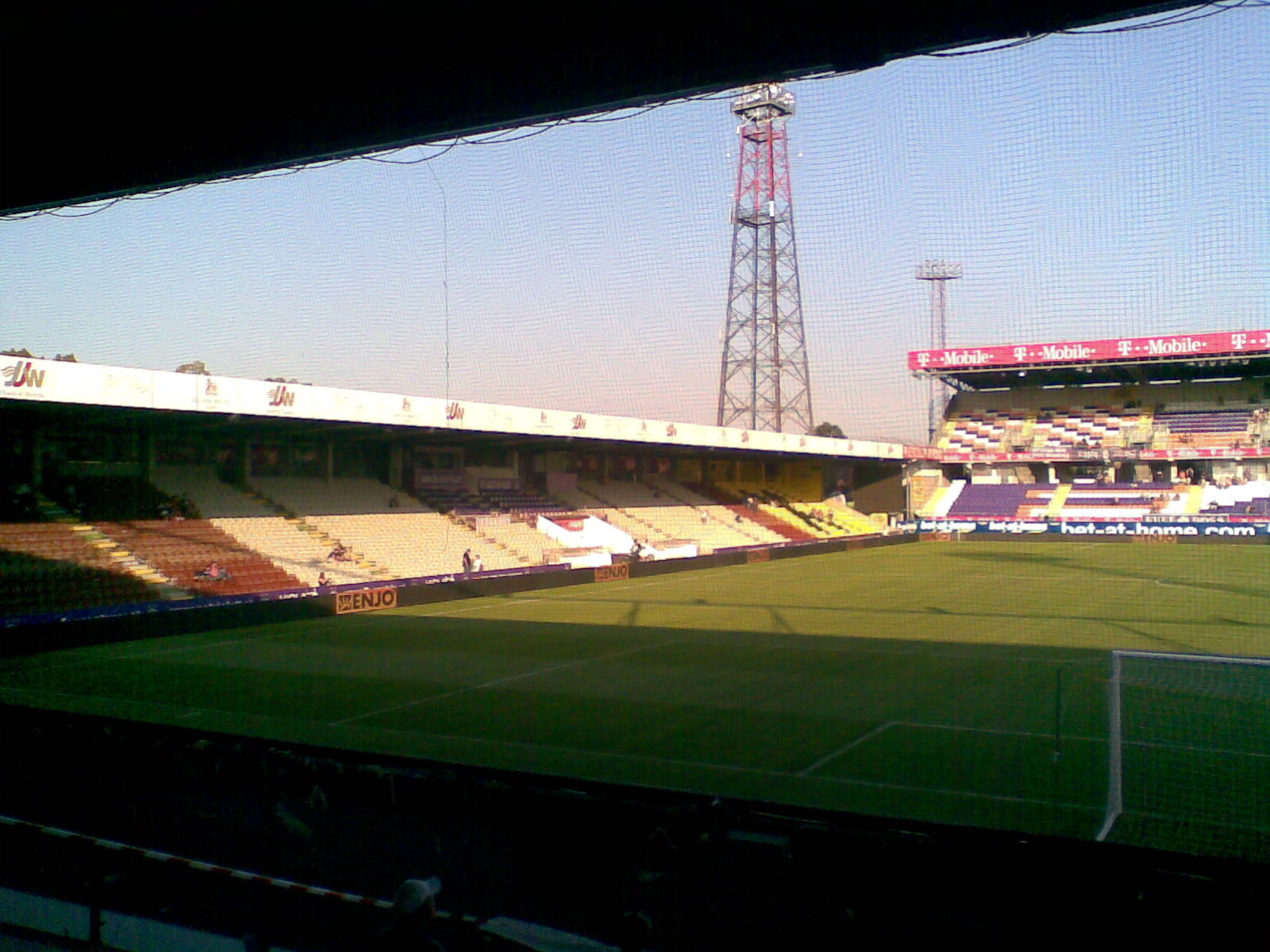
Die Nordtribüne (2009)
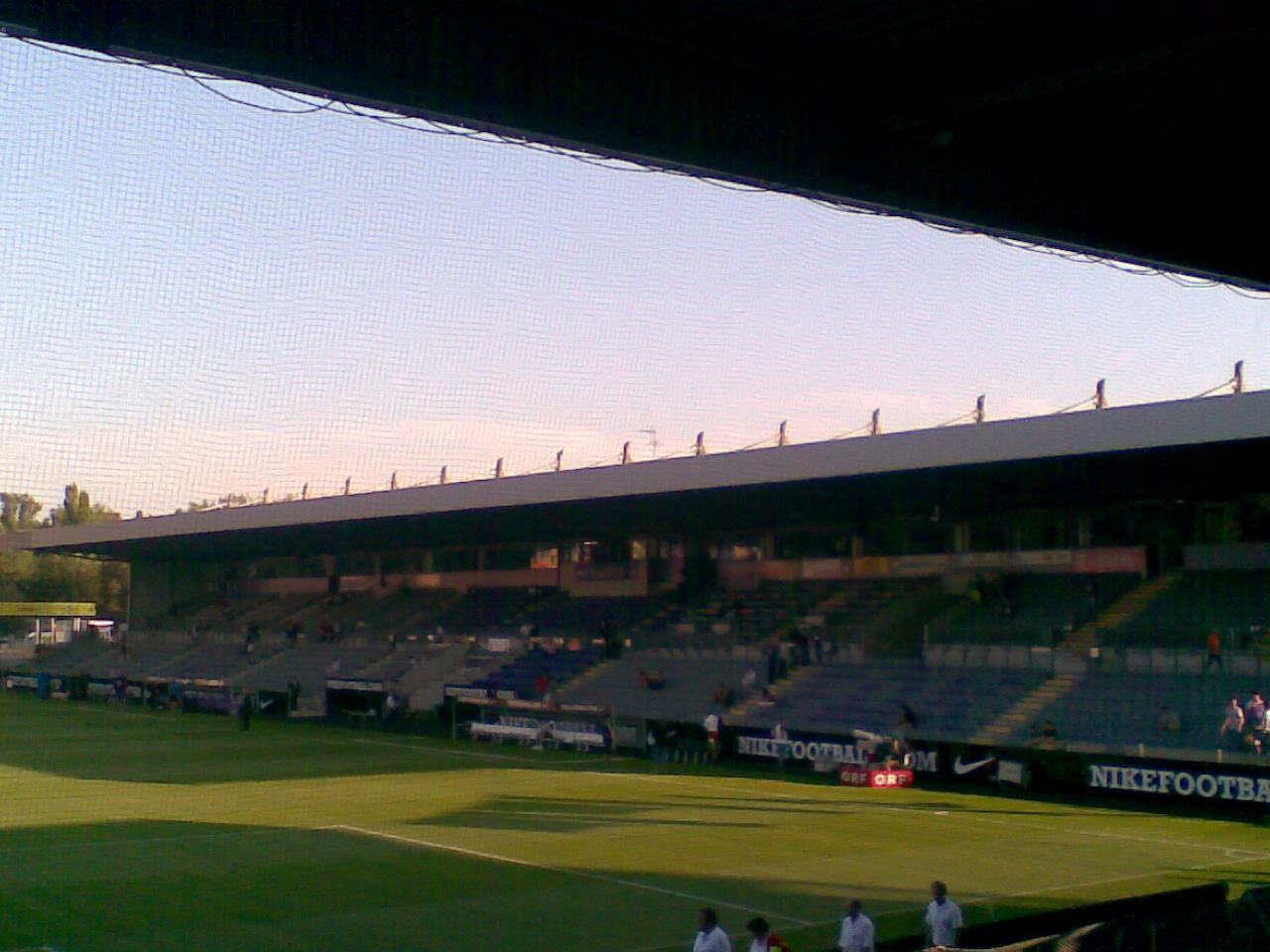
Die Südtribüne (2009)
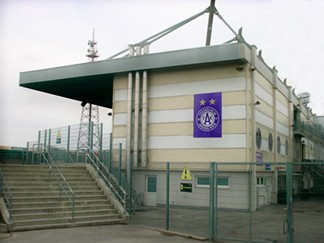
Die Südtribüne mit der Geschäftsstelle (2008)
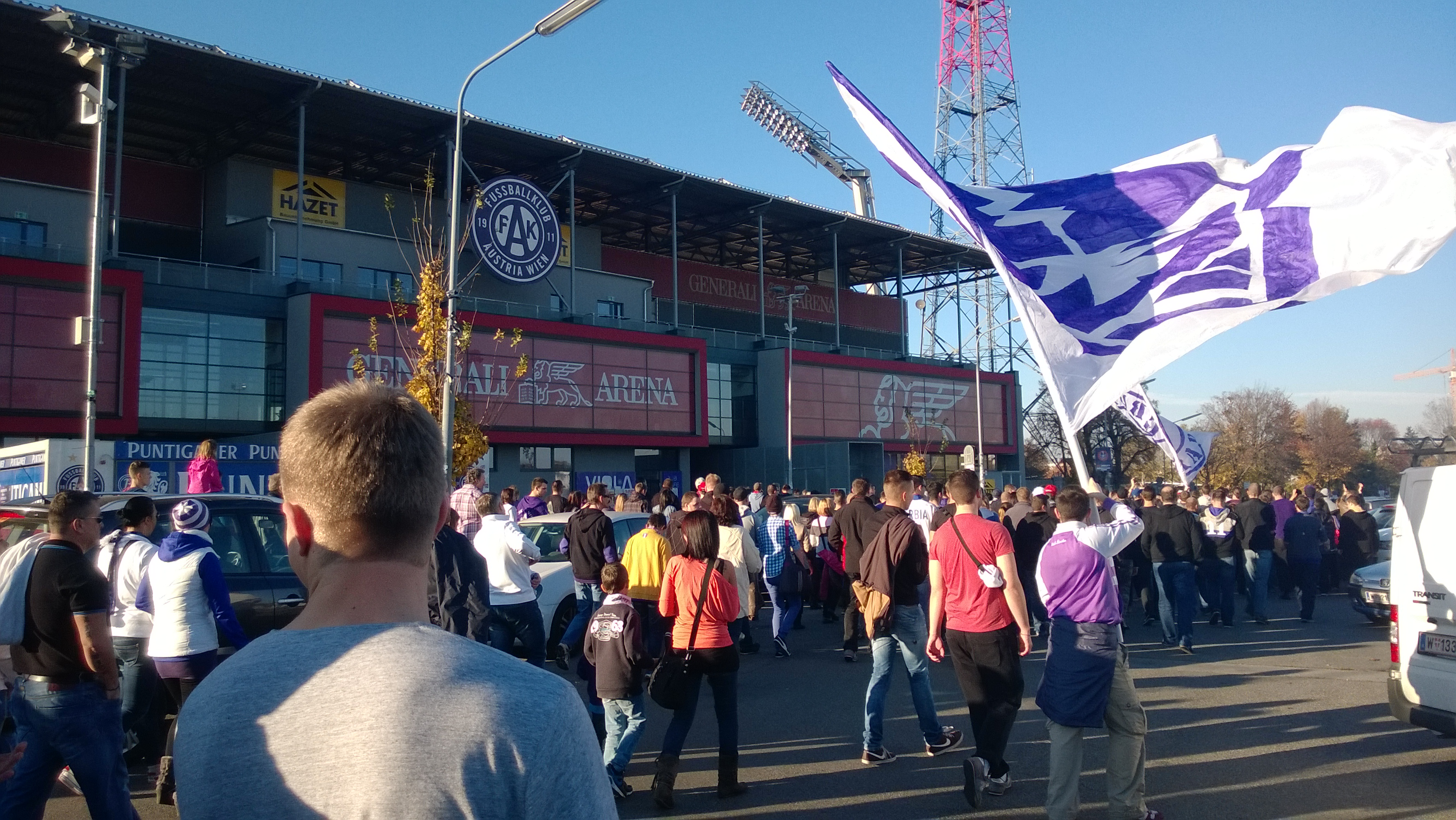
Osttribüne Generali Arena mit Fußballfans (2013)
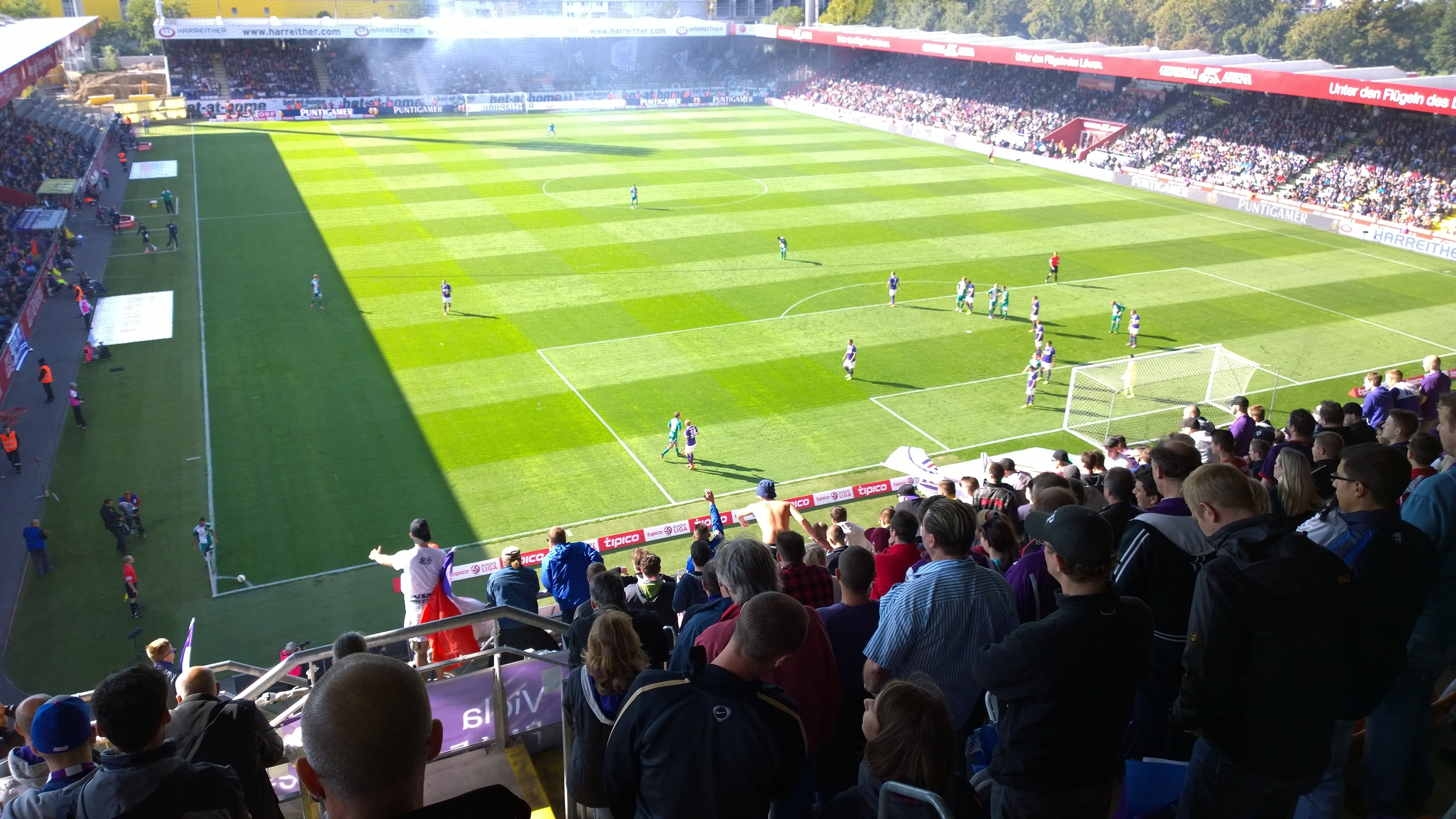
Blick von der Osttribüne aufs Spielfeld (2014)
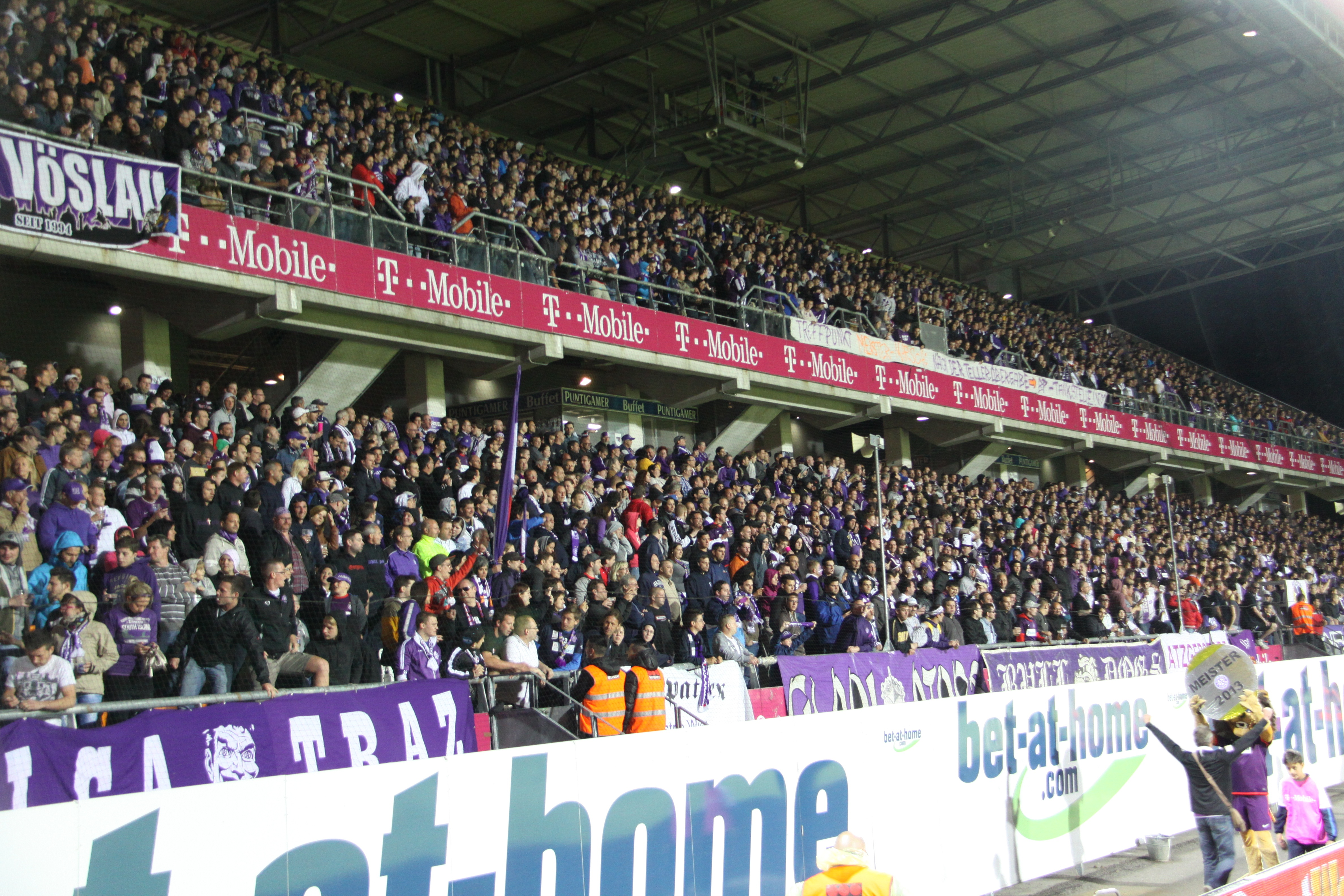
Osttribüne Generali Arena mit Publikum (2013)
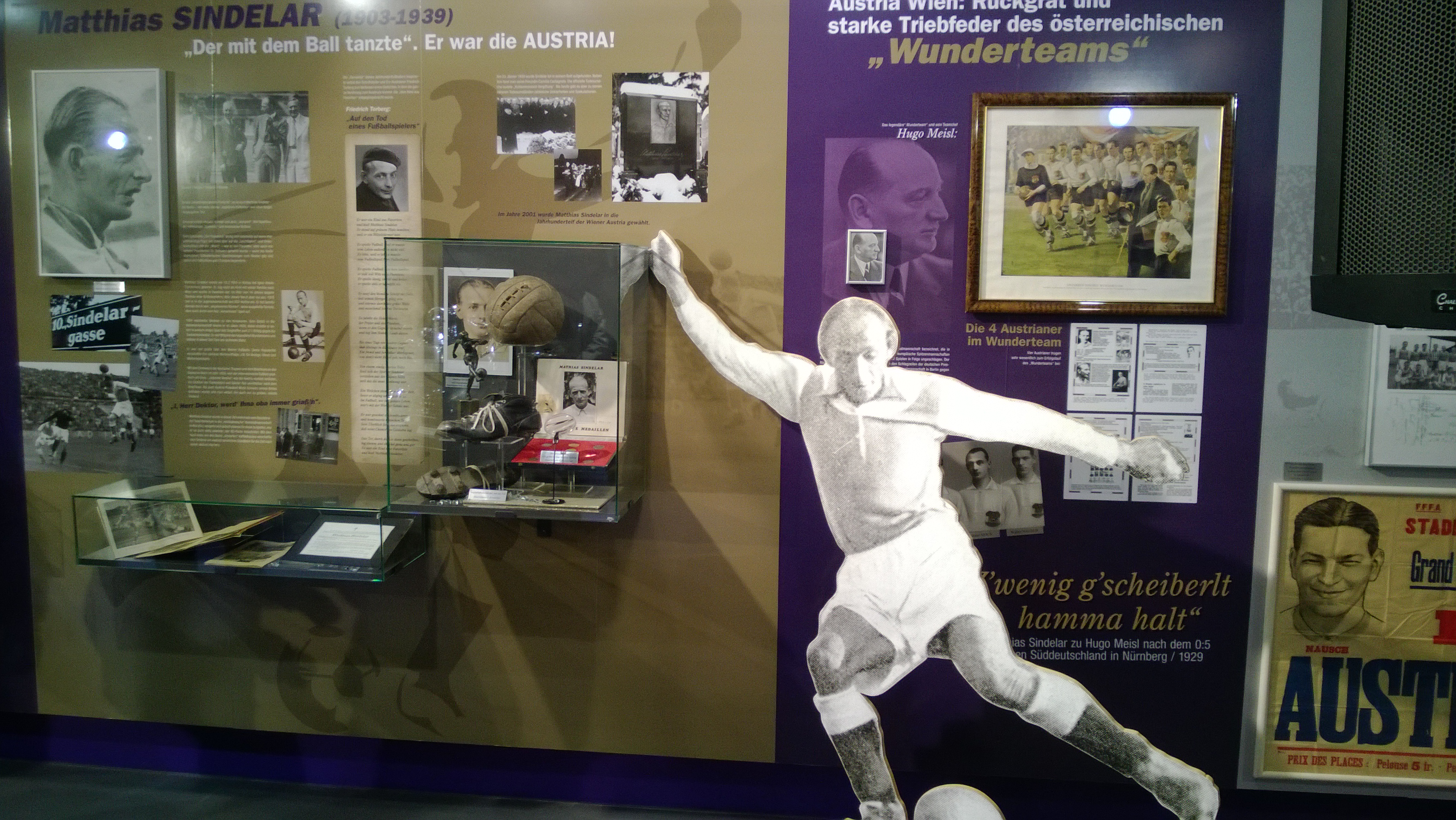
Generali Arena Museum

## Historisches

### Die Heimat Slovans – České srdce
Der SK Slovan Wien trug seit 1921 seine Heimspiele auf dem Meidlinger Fußballplatz in der Edelsinnstraße aus, der seinerzeit dem SC Wacker Wien abgekauft worden war. Letzterer errichtete sich mit dem Schönbrunner Stadion ein eigenes großes Stadion und auch bei Slovan selbst wurde nach dem Aufstieg in die höchste österreichische Spielklasse 1922/23 der Ruf nach einem eigenen großen Stadion laut. Insbesondere sollte sich dieses im Heimatbezirk Favoriten befinden, aus dem sich der größte Teil der Anhänger rekrutierte. So konnte sich Slovan mit dem Verein České srdce, zu Deutsch Tschechisches Herz, einigen, auf dessen gleichnamigem Platz ein Fußballstadion zu erbauen. Am 15. August 1925 konnte das neue Stadion, welches ebenso den Namen České srdce erhielt, eingeweiht werden. Slovan lud zu einem kleinen Blitzturnier, an dem die Mannschaften Sparta Prag, die Vienna, die Amateure und Slovan selbst vor 15.000 Zuschauern teilnahmen. Erster Torschütze am neuen Sportplatz war Jan Dvořáček von der Prager Sparta. Zur offiziellen Eröffnung kam es schließlich zwei Wochen später am 30. August mit dem ersten Spiel der neuen Meisterschaftssaison 1925/26. Slovan konnte dank eines Treffers von Rudolf Hanel den Bezirksrivalen Hertha beim Debüt 1:0 besiegen.
Das Illustrierte Sportblatt widmete der Eröffnung folgende Zeilen: Eine Eröffnung eines neuen Sportplatz ist immer eine kleine Sensation, hier umso mehr, weil der Sportplatz, den der Verein Tschechisches Herz in Favoriten errichtet hat und den der SK Slovan zur Austragung seiner Wettspiele benützen wird, eine hervorragende Sportstätte darstellt, von der man schon heute, da sie noch lange nicht ausgebaut ist, sagen kann, dass sie der Hohen Warte ernsthafte Konkurrenz machen wird. Vorläufig sind nur wenig gedeckte Sitzmöglichkeiten vorhanden, aber diesem Übelstande dürfte in kurzer Zeit abgeholfen sein und Wien wird dann über ein zweites Stadion verfügen, um das es von vielen anderen Großstädten beneidet werden wird. Die Hohe Warte hat allerdings augenblicklich wieder ein deutliches Plus dadurch aufzuweisen, daß die Eröffnung der neuen elektrischen Bahn eine wunderbare Verbesserung des Verkehrs nach Döbling bedeutet, während der Zustrom zu dem Favoritner Platze in der Hauptsache auf eine einzige Verkehrsader und lediglich auf die Straßenbahn beschränkt ist.
Tatsächlich war es geplant, unter Ausnutzung der Hanglange am Laaer Berg und dem Bau von Naturtribünen ein Stadion mit einem Fassungsvermögen von 80.000 Zuschauern zu errichten. Zusätzlich wurden bald ein Trainingsplatz, ein Turnplatz und ein Eislaufplatz errichtet und auch Tennisplätze, ein Theater, ein Musikpavillon sowie ein Verwaltungsgebäude mit Wohnung sollten folgen, um der tschechischen Bevölkerung Favoritens ein entsprechend großes Freizeitareal bieten zu können. Die Pläne wurden durch die akute Finanznot Slovans und des Tschechischen Herzes verhindert, die beiden Vereine und das Stadion konnten nur dank Spendenaktionen großer Vereine wie der Prager Sparta erhalten werden. Dennoch konnte Slovan hier einige bedeutende Erfolge in der Meisterschaft feiern, berühmt wurde das Spiel in dem Rapid 1926 4:3 niedergerungen wurde, nachdem Slovan bereits zuvor einen 5:4-Auswärtssieg in Hütteldorf gefeiert hatte. Insgesamt fünf Saisonen lang – 1925 bis 1929 und 1931 bis 1932 – trugen die Grünsterne hier ihre Matches in der I. Liga aus. In der Zwischenzeit sowie bis zur Vereinsauflösung am 30. August 1935 fanden die Spiele der II. Liga hier statt. Nach der Vereinsauflösung kamen fortan im Stadion České srdce nur noch Meisterschaftsspiele in der Amateurklasse, insbesondere des AC Slovan Wien zur Austragung.

### Wiederentdeckung als Erstligastadion
Durch den Zweiten Weltkrieg schwer in Mitleidenschaft gezogen, schien das Stadion für den AC Slovan Wien, der 1950 sogar in die A-Liga aufstieg, inadäquat, sodass er auf den Red-Star-Platz im Westen der Stadt zog. Die Schlackenbahn rund um das Spielfeld fand zeitweise in der Austragung von Speedwayrennen eine vorübergehende neue Bestimmung. Letztlich konnte sich die Stadt Wien im Juni 1949 über die Wiederherstellung des Sportareals einigen, in der Rathauskorrespondenz vom 14. Juni des Jahres wurde verlautbart: Für den Sportbetrieb von größter Bedeutung ist der Wiederaufbau des Herzplatzes am Ende der Favoritenstraße. Diese Sportanlage, eine der größten in Wien überhaupt, wurde von der Stadt Wien vom derzeitigen Besitzer, dem Verein „Tschechisches Herz“, für 20 Jahre gepachtet. Die drei Fußballplätze dieser Anlage samt den Flächen für Ballspiele und der Kampfbahn für Leichtathletik werden zu Beginn der Herbstsaison den Sportbetrieb aufnehmen. Die über 40.000 Quadratmeter große Sportanlage wird wieder hauptsächlich der Jugend des 10. Bezirkes zur Verfügung stehen. Als Hauptmieter wird der ASKÖ dort einziehen.
Unter dem neuen provisorischen Namen ASKÖ-X-Platz spielten im sanierten Stadion vor allem wieder kleine Unterligisten, ab 1961 unter dem Patronat des Wiener Fußball-Verbands, der das Stadion übernahm. Wieder größere Bekanntheit erlangte das nunmehrige „WFV-Stadion“ als 1967 der FC Wien einzog. Der damalige Zweitligist hatte bis dahin im nunmehr verbauten Südstern-Stadion gespielt. Er war zu dieser Zeit der populärste Klub des Bezirks und konnte auf 28 Erstligajahre zurückblicken. Bereits am 12. August 1967 kamen zur Premiere der Rot-Weißen im WFV-Stadion über 9.000 Zuschauer zum ÖFB-Cupspiel gegen den FC Wacker Innsbruck, welches aber 0:1 verloren ging. Mit der Liquidierung des Vereins nach dem Abstieg 1973 schien der Profifußball wieder aus dem Stadion zu verschwinden. Der WFV-Präsident Franz Horr versuchte den drohenden Verfall zu verhindern und wandte sich an den Erstligisten FK Austria Wien, der bis dahin am Sport-Club-Platz gespielt hatte, aber in den vergangenen Jahren nach Verlust des eigenen Stadions immer wieder seine Heimstätte ändern musste. Austria-Sekretär Norbert Lopper sagte zu, sodass die Austria bereits 1973/74 im WFV-Stadion ihre Nationalligaspiele austrug. Lopper meinte später rückblickend: „Ich wollte unbedingt nach Favoriten, weil ich mir ein Stadion in einem dicht bewohnten Gebiet gewünscht habe.“
Vorerst ohne Baugenehmigung wurden die bestehenden Tribünen unter Mithilfe des AWAK erstligafit gemacht und ein 10-Jahres-Vertrag mit der Wiener Austria über die zukünftige Nutzung abgeschlossen. Am 26. August 1973 fand somit nach über 40 Jahren wieder ein Erstligaspiel im WFV-Stadion statt, erster Torschütze nach der langen Pause war Julio César Morales, der die Austria beim 4:1-Sieg über die Vienna vor 11.000 Zuschauern auf die Siegerstraße brachte. Neben Club-Chef Joschi Walter und Franz Horr waren auch Bürgermeister Leopold Gratz und ÖFB-Präsident Heinz Gerö gekommen. In weiterer Folge versuchte Franz Horr Geld für einen Ausbau des Stadions aufzutreiben, ein großes „Matthias-Sindelar-Stadion“ stand im Raum. Nach dem überraschenden Tod von Franz Horr am 6. Jänner 1974 wurden die Pläne jedoch vorerst beiseitegelegt und nur zwei Wochen später einstimmig die Umbenennung der Sportanlage in „Franz-Horr-Stadion“ einstimmig vom WFV beschlossen.

### Ausbau zu einer modernen Heimspielstätte der Wiener Austria
Problematisch für die Zukunft des Franz-Horr-Stadions war das schleppende Vorgehen bei der Umsetzung der Ausbaupläne. Zum damaligen Zeitpunkt verfügte das Stadion immer noch nur über dieselbe Ausstattung wie 1925 mit einer halb-spielfeld-langen überdachten Holztribüne auf der Südseite, die durch unüberdachte Holzbänke ergänzt wurde sowie auf den anderen Seiten eine durchgehende Naturtribüne mit Stehplätzen. So zog die Austria 1975 wieder auf den Sport-Club-Platz und 1977 weiter ins neue Weststadion. Nachdem dieses wegen akuter Baumängel bald wieder geschlossen worden war, kehrten die Veilchen 1977/78 ins Franz-Horr-Stadion zurück, dennoch kam es zu keiner Einigung für den Ausbau des Stadions des damaligen Europacup-Finalisten. So spielten die Violetten von 1978 bis 1981 wieder im Praterstadion und anschließend bis 1982 auf der Hohen Warte, ehe die Versprechungen in Taten umgesetzt wurden. Im Oktober 1981 wurde die damals stärkste Flutlichtanlage in Österreich für das Franz-Horr-Stadion fertiggestellt sowie der Bau einer Nordtribüne von der Baufirma Julius Eberhardt als Betonstufentribüne mit 2.854 Sitzplätzen in Angriff genommen. Letztendlich konnte die neue Tribüne rechtzeitig zum Saisonbeginn  1982/83 am 22. August 1982 fertiggestellt sowie zudem die Bänke auf der Südtribüne erneuert werden. Die Austria, die nach vier Jahren wieder am Laaer Berg spielte, besiegte die SSW Innsbruck 6:1.
Ein weiter rascher Ausbau sollte folgen, doch erst im April 1986 wurden die seit Jahren versprochene Westtribüne sowie die Nord-Inneneinrichtung, insbesondere die Garderoben, von der Stadt Wien offiziell angekündigt. Die Arbeiten an der überdachten Betonstufentribüne an der Westseite mit 3.000 Stehplätzen durch die Hazet-Baugesellschaft sowie an der Inneneinrichtung der Nordtribüne wurden schließlich am 1. Oktober 1987 beendet. Nachdem die Westtribüne (1987) und die Nordtribüne (1982) fertiggestellt worden waren, widmete man sich in den nächsten Ausbauschritten der historischen Südtribüne (1925) und der noch nicht vorhandenen Osttribüne. Letztere wurde im September 1997 binnen vier Wochen von der Baufirma Hago als ungedeckte Stahlrohrtribüne mit 2.980 Sitzplätzen errichtet und mit dem Heimspiel gegen den SV Austria Salzburg eingeweiht. Zusätzlich wurde dahinter eine Lampenwand aufgestellt, die die Steck-Anzeigetafel auf der Südtribüne ablöste. Der Beschluss über den Neubau der historischen Südtribüne wurde im Gemeinderat bereits kurz zuvor am 16. Mai gefasst. Die neue Südtribüne sollte das Glanzstück des Franz-Horr-Stadions werden. Sie wurde mit 3.014 Sitzplätzen zuzüglich VIP-Logen am 21. Juli 1999 von Bürgermeister Michael Häupl eröffnet und auf den Namen „Matthias Sindelar-Tribüne“ getauft. Damit rückübersiedelten die Kabinen und der Presseraum wieder auf die Südseite des Stadions.
Mit dem Frühjahr 2000 wurde die Wiener Austria endgültig im Franz-Horr-Stadion heimisch und übersiedelte ihre Geschäftsstelle, die sich noch immer im Praterstadion befunden hatte, auf den Laaer Berg. Entsprechend wurde zuvor ein Pachtvertrag mit der Eigentümerin Stadt Wien geschlossen, der dem Verein ein 40-jähriges Nutzungsrecht einräumt. Der bislang letzte große Schritt zur Modernisierung war die Inbetriebnahme der neuen 7 × 5 Meter großen Videowall zwischen Ost- und Nordtribüne am 3. Mai 2003, die die Lampenwand ablöste. 2008 wurde die Osttribüne durch einen Neubau ersetzt, der 4.200 Stehplätze fasst und die neue Fantribüne ist. Zusätzlich sollen die Ecken zur Nordtribüne geschlossen werden, was letztlich eine Erhöhung der Kapazität auf 13.000 ausmacht. In einer reinen Sitzplatzversion entspricht dies 11.000 Plätzen, die variabel bei internationalen Spielen nutzbar wären. Nach Ausbau der Osttribüne und der neuerlichen Modernisierung der Westtribüne ist das „Bauprojekt Franz-Horr-Stadion“ vorläufig abgeschlossen.
Im Dezember 2010 erstand der italienische Versicherungskonzern Generali die Namensrechte am Stadion für zunächst fünf Jahre, der Name änderte sich damit in Generali Arena. Mit dem Gewinn des Meistertitels im Mai 2013 wurde der Vertrag mit Generali um fünf Jahre bis 2018 verlängert.

### Umbau 2016 bis 2018
Von Mitte 2016 an wurde das Stadion renoviert und umgebaut. Die Kosten für die Modernisierung des Stadions belaufen sich auf 42 Millionen Euro, zusätzlich wurden 6 Millionen Euro für Trainingsplätze und Akademie aufgewendet. Seit dem Umbau kann im Stadion nur noch bargeldlos bezahlt werden; das Schweizer Unternehmen SIX Payment Services lieferte hierzu die entsprechenden Systeme. Die offizielle Eröffnung erfolgte am 13. Juli 2018 mit einem Freundschaftsspiel gegen Borussia Dortmund. Die letzte Partie im alten Stadion am 15. Mai 2016 hatte die Austria gegen den SK Sturm Graz mit 3:0 gewonnen. In den Saisonen 2016/17 und 2017/18 nutzte die Austria Wien das Ernst-Happel-Stadion als Heimspielstätte.

## Heutige Nutzung

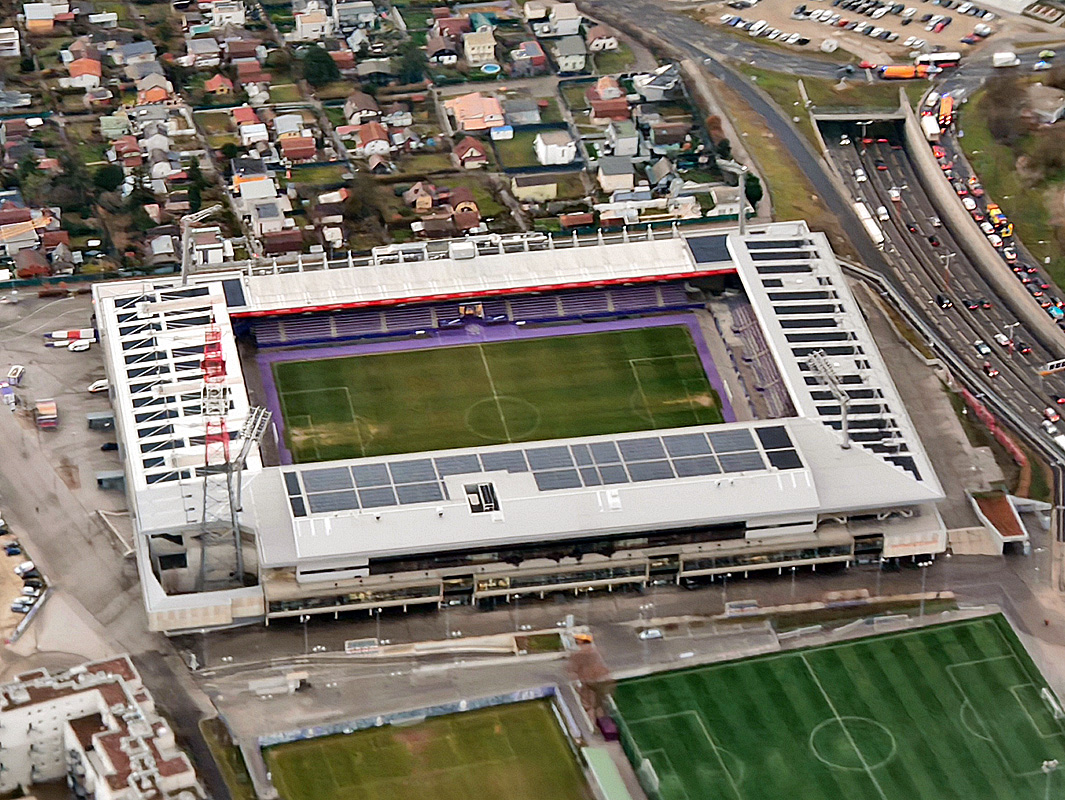
Das Stadion aus der Vogelperspektive

In der  Generali Arena werden die Bundesligaspiele des FK Austria Wien ausgetragen, sowie die Spiele der Amateur-Mannschaft, die in der 2. Liga, der zweithöchsten österreichischen Spielklasse auftritt. Nach den abgeschlossenen Modernisierungsmaßnahmen 1982 wurde noch im selben Jahr das erste Europacup-Spiel der Veilchen ausgetragen, Gegner war Galatasaray SK. Nachdem Austria Wien dieses Spiel gewonnen hatte, entschloss sich die Vereinsführung, in den folgenden Partien gegen den FC Barcelona und Real Madrid ins Praterstadion (heute Ernst-Happel-Stadion) zu wechseln; eine Variante, die bis heute bei publikumsträchtigen Spielen Bestand hat. Der Großteil der internationalen Spiele der Austria werden jedoch weiterhin im Franz-Horr-Stadion ausgetragen, da der finanzielle Vorteil bei Spielen im Ernst-Happel-Stadion nur bei hoher Auslastung den sportlichen Vorteil der angestammten Spielstätte überwiegt.
Neben Fußballspielen der Wiener Austria ist das Franz-Horr-Stadion auch traditioneller Austragungsort von Frauenfußballspielen. Als 1935 die erste österreichische Damenfußballmeisterschaft ausgetragen wurde, fanden zahlreiche Spiele in Favoriten statt, da kein einziger Klub eine eigene Heimstätte hatte. Insgesamt fünfmal fand bislang das Frauen-ÖFB-Cup-Finale, welches seit 1973 zur Austragung kommt, im Franz-Horr-Stadion statt, zuletzt 2007. Das erste Frauen-Länderspiel fand am 17. September 1995 im Rahmen der EM-Qualifikation gegen Jugoslawien statt und endete 2:1.
2020 sollte das umgebaute Stadion der Austria Schauplatz des Endspiels um die UEFA Women’s Champions League sein. Zu diesem Anlass hätte es den werbefreien Namen Austria Arena getragen. Aufgrund der Auswirkungen der COVID-19-Pandemie wurde das Endspiel nach San Sebastián in das Estadio Anoeta verlegt.
Anfang Juni 2018 gab der ÖFB bekannt, dass die Endspiele des ÖFB-Cups von 2019 bis 2022 im Stadion der Austria stattfinden sollen. Der Verband entschied sich gegen Linz, Innsbruck und Klagenfurt mit dem Wörthersee Stadion, das zuvor fünf Mal in Folge Austragungsort des Endspiels war. Aufgrund von Sicherheitsbedenken wurde das Finale im Jahr 2019 jedoch kurzfristig in das Wörthersee Stadion verlegt. Im Juni 2019 wurde der zwischen dem FK Austria Wien und dem Österreichischen Fußballbund geschlossene Vertrag aufgelöst.
Das erste große Wiener Derby in der neu eröffneten Generali Arena fand am 16. Dezember 2018 statt. Das Spiel, geführt von Schiedsrichter Harald Lechner, endete vor 16.582 Zuschauern mit einem 6:1-Heimsieg des FK Austria Wien, dem höchsten Derby-Sieg in der Geschichte der Bundesliga.
Die Vienna Vikings aus der European League of Football (ELF) trugen ihre Heimspiele in der Saison 2022 in der Generali Arena aus. Die Vikings werden die erste Partie der Spielzeit 2023 im Stadion der Austria bestreiten und danach im Stadion Hohe Warte antreten. In der Spielzeit 2024 wurden die ersten beiden Heimspiele der Vienna Vikings (gegen Raiders Tirol (10.919 Zuschauer) und Berlin Thunder (9.014 Zuschauer)), sowie das Playoff Spiel (Halbfinale), am 7. September 2024, in der Generali Arena ausgetragen, die restlichen ELF Regular Season Heimspiele wurden in der Ergo Arena in Wiener Neustadt ausgetragen.
Am 26. September 2023 fand ein Länderspiel der UEFA Women’s Nations League 2023/24 zwischen Österreich und Frankreich vor 10.050 Zuschauern im Viola Park statt. Es war die erste Partie der Österreicherinnen im Stadion der Austria. In der Saison 2024/25 der UEFA Women’s Champions League trägt der SKN St. Pölten seine Heimspiele in der Generali Arena aus, da die Schäden in Folge des Hochwasser in Mitteleuropa im September 2024 eine Nutzung der NV Arena nicht zulassen.

## Finanzielle Probleme
Im Rahmen der finanziellen Herausforderungen des Fußballclubs Austria Wien wurde die Möglichkeit eines Verkaufs der Generali Arena ins Auge gefasst. Diese Information wurde von Harald Zagiczek, dem Finanzvorstand des Clubs, in einem Interview mit dem STANDARD öffentlich gemacht. Angesichts der prekären Finanzlage des Vereins erwägt Zagiczek eine Sale-and-Lease-Back-Variante als Notlösung: Der Club würde das Stadion an einen Immobilieninvestor verkaufen und bestimmte Bereiche davon zurückmieten oder leasen. Diese Strategie zielt darauf ab, einen bedeutenden Teil der Clubschulden zu tilgen, wodurch der hohe Zinsaufwand reduziert und Abschreibungen gestrichen werden könnten, während der Mietaufwand weniger ins Gewicht fallen würde.

## Zukünftige Projekte im Stadion und Umfeld

### S.T.A.R-Projekt
Am 13. Mai 2015 präsentierte der FK Austria Wien ein Viersäulen-Leitprojekt (Stadion, Trainingsplätze, Akademie, Regionales Nachwuchszentrum), in dessen Rahmen auch die Generali-Arena bis Sommer 2018 erneuert und erweitert wurde.
Das umfangreichste Teilprojekt betraf das Stadion. Dieses wurde bis Sommer 2018 auf eine Kapazität von 17.500 Zusehern (national) bzw. 15.000 (international) teilerneuert, erweitert und auf den Standard einer UEFA-Vier-Sterne-Arena gebracht.
Die 33 Jahre alte Nord-Tribüne und die 30 Jahre alte West-Tribüne wurden nach dem Saisonende 2015/16 abgerissen. Der Neubau erfolgte bis 2018 und wurde zweirangig an das Dachniveau der Ost-Tribüne angeglichen. Die Ecke Süd-Ost wurde geschlossen.
Nord-Tribüne Neu
Herzstück des Nord-Bereichs ist der neue Top-VIP-Bereich. Errichtet wurde 28 VIP-Logen/Sky-Boxen, sechs Festsäle, vier Sky-Logen, zwei Ehrenlogen, vier Bars, Büroräumlichkeiten sowie eine zweistöckige Tiefgarage.
Zuschauerkapazität:
1 Rang/Sektor A: 1.036 Sitzplätze
1 Rang/Sektor B: 1.296 Sitzplätze
1 Rang/Sektor C: 1.036 Sitzplätze, 8 Rollstuhlplätze
2 Rang/VIP 1: 582 Sitzplätze
2 Rang/VIP 2: 174 Sitzplätze, 4 Rollstuhlplätze
zweistöckige Tiefgarage mit 376 Parkplätzen
West-Tribüne Neu
Die West-Tribüne wurde zur neuen Familientribüne mit entsprechender Infrastruktur ausgestaltet. Hier entstanden drei Pausenbereiche, ein Eventspace, ein Fanshop sowie ein Kinder- und Jugendbereich. Darüber hinaus bietet sie unter Berücksichtigung modernster Sicherheitsanforderungen Platz für die Gäste-Fans.
Zuschauerkapazität:
1 Rang/Sektor G1: 1.920 Stehplätze (nat.) oder 1.347 Sitzplätze (int.); 17 Rollstuhlplätze
2 Rang/Sektor G2: 1.256 Sitzplätze
Gästesektoren
1 Rang/Sektor H1 (Gästefans/AWAY): 1.150 Stehplätze (nat.) oder 864 Sitzplätze (int.)
2 Rang/Sektor H2 (Gästefans/AWAY): 1.135 Stehplätze (nat.) oder 767 Sitzplätze (int.)
Süd-Tribüne (Matthias-Sindelar-Tribüne) adaptiert
Auf der Süd-Tribüne wurden speziell im Medienbereich weitere Modernisierungsmaßnahmen getroffen, sodass auch diese den UEFA-Champions-League-Anforderungen entspricht. Des Weiteren sind dort die Sicherheitszentrale, der Classic VIP-Klub und alle technischen Räumlichkeiten (Mannschaften, Schiedsrichter) untergebracht. Errichtet bzw. adaptiert wurden zehn 10 VIP-Logen, ein VIP-Club, zwei TV-Studios, ein Pressebereich, eine Medienzone und der Spielerbereich.
Zuschauerkapazität:
Sektor E: 1.253 Sitzplätze
Sektor F: 1.063 Sitzplätze
Sektor VIP 3: 204 Sitzplätze + 122 Presse-Sitzplätze
Sektor VIP 4: 106 Sitzplätze (davon 26 Presse und Sicherheit)
Ost-Tribüne adaptiert
Die Ost-Tribüne wurde bereits im Sommer 2015 adaptiert. Unter- und Oberrang wurden getrennt, im Unterrang entstand ein günstiger Stehplatzsektor. In der Ecke Nord/Ost wurde ein weiterer Tribünenteil errichtet. Die Ost-Tribüne beinhaltet auch nach dem Umbau einen Fanshop mit angeschlossenem Museum, ein Restaurant, eine Bar und einen Event-Space.
Zuschauerkapazität:
1 Rang/Sektor D1: 462 Sitzplätze
1 Rang/Sektor D2: 2.400 Stehplätze(nat.) oder 1.421 Sitzplätze (int.), 2 Rollstuhlplätze
2 Rang/Sektor D3: 480 Sitzplätze
2 Rang/Sektor D4: 1.950 Stehplätze(nat.) oder 1.514 Sitzplätze (int.)
Trainingsplätze
Neben dem Stadion wird auch ein Teil der Trainingsanlage vollständig erneuert. Hierbei ist die Zusammenlegung von zwei Trainingsplätzen hinter der Nord-Tribüne geplant, wobei sowohl ein weitläufiges Rasen- als auch Kunstrasen-Terrain geplant ist. Zumindest letzteres soll darüber hinaus mit einer Rasenheizung versehen werden.
Akademie
Fortgesetzt wird auch die in den letzten Jahren schrittweise vorgenommene Erweiterung des Akademiegeländes, der weitere Trainingsplätze und Kabinen zugeführt werden sollen.
Regionales Nachwuchszentrum
Abgerundet wird das S.T.A.R.-Projekt, dessen finanzielles Gesamtvolumen ca. 48 Millionen Euro betragen wird, durch die Errichtung eines regionalen Nachwuchszentrums, welches gemeinsam mit dem SC Leopoldsdorf realisiert werden soll.
Dieses wird durch den Bau des Viola Parks, für den die Trainingsplätze und der heutige VIP-Parkplatz sowie der Parkplatz II benötigt werden, erforderlich und soll künftig nicht nur die jüngeren Nachwuchsteams unterbringen, sondern auch die Möglichkeiten für die Installierung von Mädchen- und Frauen-Fußball beim FK Austria Wien offenhalten.

### Viola Park
Auf dem etwa 210.000 Quadratmeter umfassenden Areal zwischen Osttribüne und Laaer-Berg-Straße, welches derzeit u. a. Parkplätze, Trainingsplätze und div. Unternehmen beheimatet, sollte bis 2019 ein Wohnpark mit 800 Wohneinheiten, Nahversorger, Büros und Hotel, eine Ballsportakademie sowie eine Tiefgarage mit 1.200 Stellplätzen entstehen.